# Noel Keane
Noel Edesomel Keane (* 29. August 2002) ist ein Schwimmer aus Palau.
Er trat bei den Schwimmweltmeisterschaften 2017 in Budapest, den Kurzbahnweltmeisterschaften 2018 in Hangzhou, den Olympischen Jugend-Sommerspielen 2018 in Buenos Aires, sowie den Pazifikspielen 2019 in Apia an.

## Sport
Keane gab 2016 sein internationales Schwimmdebüt bei den Ozeanienmeisterschaften in der fidschianischen Hauptstadt Suva und ein Jahr später, als 15-Jähriger, debütierte er bei den Schwimmweltmeisterschaften in Budapest. Im Jahr 2018 nahm er an drei großen weltweiten Wettbewerben teil, den Olympischen Jugendspielen in Buenos Aires, den Panpazifischen Meisterschaften in Tokio und den Kurzbahnweltmeisterschaften in Hangzhou.
Er schwamm auch bei den Weltmeisterschaften 2019 in Gwangju, Südkorea, wo er an den Qualifikationsrennen über 100 m Freistil (90. Platz) und 200 m Freistil (63. Platz) teilnahm.